# Pentécontaétie

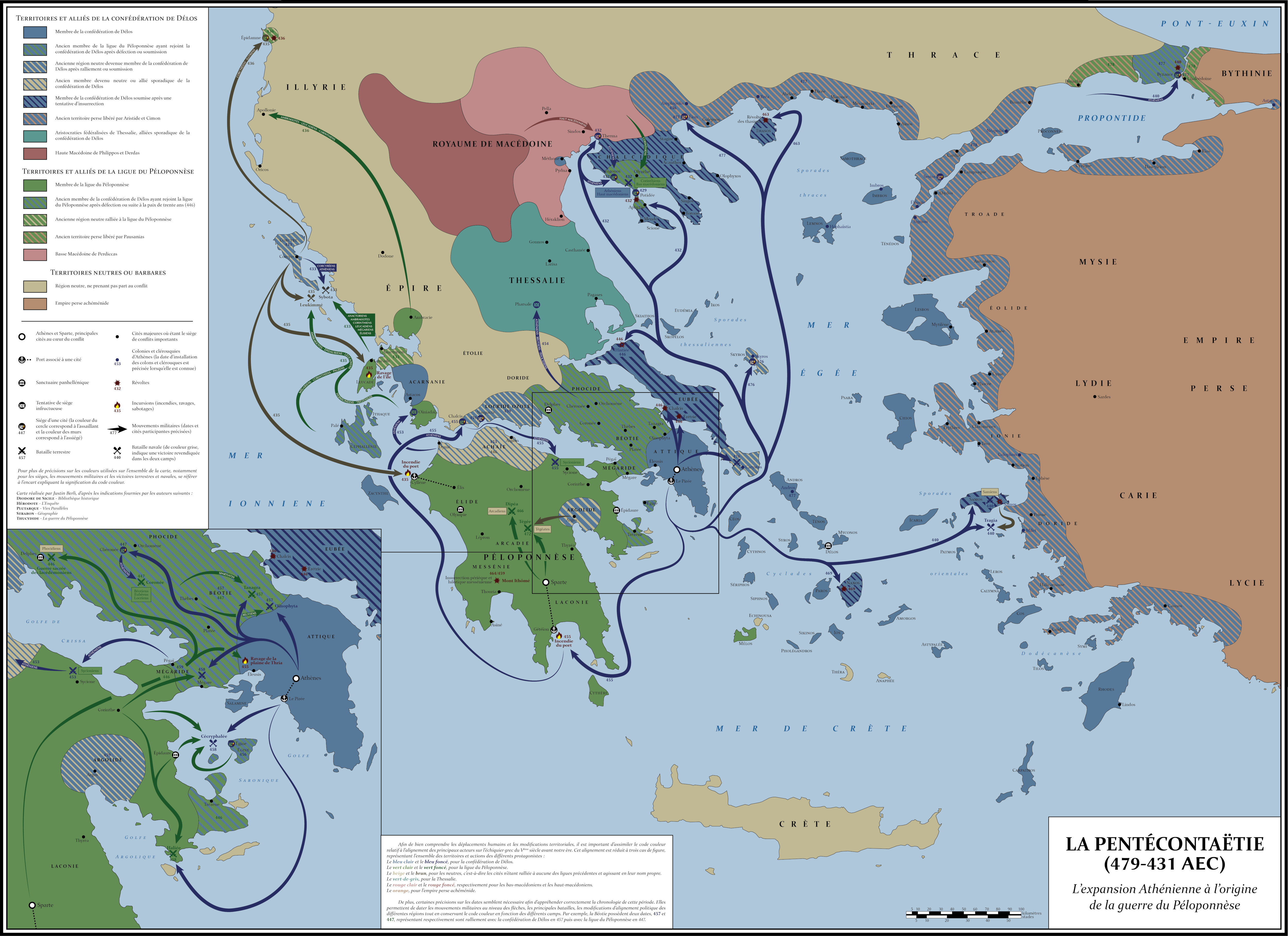
La Pentécontaétie : l'origine de la guerre du Péloponnèse.

La pentécontaétie (en grec ancien : πεντηκονταετία / pentēkontaetía, « période de cinquante ans ») est l'âge d'or d'Athènes, généralement situé sur une période de cinquante ans qui sépare la victoire des Grecs sur les Perses à l'issue des guerres médiques (~480 av. J.-C.) et la guerre du Péloponnèse (~430 av. J.-C.)

## Histoire
Cette période, décrite par Thucydide, correspond dans les faits à l'âge d'or de la cité d'Athènes, période dont la figure principale est Périclès, la cité marquant alors son hégémonie sur l'ensemble du monde grec. Celui-ci voit la montée progressive de l'impérialisme athénien : grâce à la puissance de sa flotte mise sur pied par Thémistocle, Athènes impose sa mainmise sur ses alliés de la ligue de Délos, créée à l'origine pour combattre la menace de l'empire achéménide.